# Resolutie 2022 Veiligheidsraad Verenigde Naties
Resolutie 2022 van de Veiligheidsraad van de Verenigde Naties werd door de VN-Veiligheidsraad unaniem aangenomen op 2 december 2011.
De resolutie verlengde de ondersteuningsmissie die in september was opgericht voor Libië met drie maanden.

## Achtergrond
Op 15 februari 2011 braken in Libië – in navolging van andere Arabische landen – protesten uit tegen het autocratische regime van kolonel Moammar al-Qadhafi.
Twee weken later had dit bewind de controle over een groot deel van Libië verloren na gewelddadige confrontaties tussen zijn aanhangers en tegenstanders.
Later probeerde hij de bevolking nog te paaien met geld, maar het geweld bleef aanhouden en vele Libiërs vluchten de grenzen met Egypte en Tunesië over.
Het merendeel van de internationale gemeenschap koos de zijde van de oppositie in Libië en overwoog sancties tegen het land.
Die oppositie slaagde erin om — met aanzienlijke luchtondersteuning van de NAVO — zowat het hele land te veroveren en ze vormden een tijdelijke overgangsraad om het te besturen.
Na de dood van Qadhafi in oktober 2011 verklaarden ze Libië bevrijd, waarna de overgang begon naar een nieuw en democratisch regime.

## Inhoud

### Waarnemingen
In september was met resolutie 2009 de UNSMIL-missie opgericht, om Libië te ondersteunen in de periode volgend op het conflict in dat land.
Op 22 november 2011 was in Libië een overgangsregering geïnstalleerd.
Steun van VN-zijde bleef nodig en de secretaris-generaal had in zijn rapport een verlenging van de missie aanbevolen.

### Handelingen
UNSMIL werd aldus verlengd tot 16 maart 2012. Ook werd haar mandaat uitgebreid: de missie moest in samenwerking met de overgangsregering ondersteuning bieden aan de inspanningen inzake de verspreiding van wapens, en draagbare luchtdoelraketten in het bijzonder.

## Verwante resoluties
- Resolutie 2016 Veiligheidsraad Verenigde Naties
- Resolutie 2017 Veiligheidsraad Verenigde Naties
- Resolutie 2040 Veiligheidsraad Verenigde Naties (2012)
- Resolutie 2095 Veiligheidsraad Verenigde Naties (2013)

Lijst ·  1967 ·  1968 ·  1969 ·  1970 ·  1971 ·  1972 ·  1973 ·  1974 ·  1975 ·  1976 ·  1977 ·  1978 ·  1979 ·  1980 ·  1981 ·  1982 ·  1983 ·  1984 ·  1985 ·  1986 ·  1987 ·  1988 ·  1989 ·  1990 ·  1991 ·  1992 ·  1993 ·  1994 ·  1995 ·  1996 ·  1997 ·  1998 ·  1999 ·  2000 ·  2001 ·  2002 ·  2003 ·  2004 ·  2005 ·  2006 ·  2007 ·  2008 ·  2009 ·  2010 ·  2011 ·  2012 ·  2013 ·  2014 ·  2015 ·  2016 ·  2017 ·  2018 ·  2019 ·  2020 ·  2021 ·  2022 ·  2023 ·  2024 ·  2025 ·  2026 ·  2027 ·  2028 ·  2029 ·  2030 ·  2031 ·  2032